# Islas Cook en los Juegos Olímpicos de Londres 2012
Las Islas Cook estuvieron representadas en los Juegos Olímpicos de Londres 2012 por ocho deportistas, tres hombres y cinco mujeres, que compitieron en cinco deportes.
La portadora de la bandera en la ceremonia de apertura fue la regatista Helema Williams. El equipo olímpico no obtuvo ninguna medalla en estos Juegos.